# ヨハン・ペトロ
ヨハン・ペトロ（Johan Petro, 1986年1月27日- ）はフランスのプロバスケットボール選手。イル＝ド＝フランス地域圏パリ出身。ポジションはセンター。213cm、112kg。

## 来歴
リーグ・ナショナル・バスケットボールのポー・オルテッズに所属していた2004年にはLNBプロAで優勝している。

2005年のNBAドラフトで1巡目全体25番目でシアトル・スーパーソニックスに指名されて入団した。
2009年1月7日にデンバー・ナゲッツにトレードされ、8月27日に再契約を結んだ。
2010年7月10日に, ニュージャージー・ネッツと3年契約を結んだ。
2012年7月11日、ペトロと、ジョーダン・ファーマー, ジョーダン・ウィリアムズ, アンソニー・モロー,でショーン・スティーブンソン と共にアトランタ・ホークスへジョー・ジョンソンと交換でトレードされた。
2013年8月に、CBAの浙江ライオンズと1年契約を結び、2014年1月までプレーした。
2014年2月、フランスに戻り (フランスLNB)のリモゲス・CSPと契約したが、6月に、背中の故障により休養を発表した。
2015年1月28日, プエルトリコリーグ、バロンセスト・スペリア・ナシオナルのグアイナボ・メッツと契約しプレーを再開した On April 14, 2015, he was cut by the Puerto Rican club.。

## フランス代表
2006年バスケットボール世界選手権のフランス代表に選ばれ、トニー・パーカーを欠いたものの5位に入賞している。